# Saringkan Promsupa
Saringkan Promsupa (tiếng Thái: ศฤงคาร พรมสุภะ, sinh ngày 29 tháng 3 năm 1997) là một cầu thủ bóng đá chuyên nghiệp người Thái Lan thi đấu ở vị trí trung vệ cho câu lạc bộ Sukhothai thuộc Giải bóng đá vô địch quốc gia Thái Lan.

## Bàn thắng quốc tế

### U-23
| Saringkan Promsupa – bàn thắng cho U-23 Thái Lan | Saringkan Promsupa – bàn thắng cho U-23 Thái Lan | Saringkan Promsupa – bàn thắng cho U-23 Thái Lan | Saringkan Promsupa – bàn thắng cho U-23 Thái Lan | Saringkan Promsupa – bàn thắng cho U-23 Thái Lan | Saringkan Promsupa – bàn thắng cho U-23 Thái Lan | Saringkan Promsupa – bàn thắng cho U-23 Thái Lan | Saringkan Promsupa – bàn thắng cho U-23 Thái Lan |
| #                                                | Ngày                                             | Địa điểm                                         | Đối thủ                                          | Bàn thắng                                        | Kết quả                                          | Giải đấu                                         |                                                  |
| ------------------------------------------------ | ------------------------------------------------ | ------------------------------------------------ | ------------------------------------------------ | ------------------------------------------------ | ------------------------------------------------ | ------------------------------------------------ | ------------------------------------------------ |
| 1.                                               | 9 tháng 12 năm 2017                              | Chang Arena, Buriram, Thái Lan                   | Nhật Bản                                         | 1–0                                              | 2–1                                              | M-150 Cup 2017                                   |                                                  |
| 2.                                               | 17 tháng 2 năm 2019                              | Sân vận động Olympic, Phnôm Pênh, Campuchia      | Đông Timor                                       | 1–0                                              | 1–0                                              | Giải vô địch bóng đá U-22 Đông Nam Á 2019        |                                                  |
| 3.                                               | 19 tháng 2 năm 2019                              | Sân vận động Olympic, Phnôm Pênh, Campuchia      | Philippines                                      | 0–3                                              | 0–3                                              | Giải vô địch bóng đá U-22 Đông Nam Á 2019        |                                                  |
| 4.                                               | 26 tháng 2 năm 2019                              | Sân vận động Olympic, Phnôm Pênh, Campuchia      | Indonesia                                        | 0–1                                              | 2–1                                              | Giải vô địch bóng đá U-22 Đông Nam Á 2019        |                                                  |
| 5.                                               | 24 tháng 3 năm 2019                              | Sân vận động Quốc gia Mỹ Đình, Hà Nội, Việt Nam  | Brunei                                           | 7–0                                              | 8–0                                              | Vòng loại giải vô địch bóng đá U-23 châu Á 2020  |                                                  |
| 6.                                               | 7 tháng 6 năm 2019                               | Sân vận động Jalan Besar, Kallang, Singapore     | Indonesia                                        | 1–0                                              | 2–1                                              | Merlion Cup 2019                                 |                                                  |